# 화학 무기 금지 조약

2007년 CWC 가입국 현황. 하늘색은 화학무기 보유를 인정한 CWC 가입국. 파란색은 CWC 가입국. 회색은 CWC 미가입국

화학무기의 개발·생산·비축·사용금지 및 폐기에 관한 협약(化學武器-開發·生産·備蓄·使用禁止-廢棄-關-協約, Convention on the Prohibition of the Development Production Stockpiling and Use of Chemical Weapons and on Their Destruction)은 화학 무기를 금지하는 국제 협약으로, 화학 무기 금지 조약(化學武器禁止條約)이란 약칭으로도 불린다. 국제 연합 사무총장이 이 협약의 수탁자이다.
이 협약은 1993년 1월 13일 프랑스 파리시에서 조인되었으며, 1997년 4월 29일에 65개국이 비준하여 효력이 발생하였다.

## 대한민국
- 서명일: 1993년 1월 14일
- 국회비준동의: 1996년 7월 27일
- 비준서 기탁일: 1997년 4월 28일
- 발효일: 1997년 4월 29일 (조약 제1377호) 82번째로 CWC를 비준, 국제 연합 사무총장에게 기탁하였다.
- 관보게재일: 1997년 5월 6일
- 개정사항: 부속서 제5부 개정(제72조의 2 신설)
- 당사국현황: 2005년 8월 31일 현재(서명국 : 165, 당사국 : 160)

## 러시아
러시아는 1997년 CWC에 가입했다. 그런데 2002년 체첸 반군이 러시아의 뮤지컬 극장인 모스크바 문화회관(돔쿨트르이)에 침입, 건물을 점령하여 850명의 러시아인을 인질로 잡은 사건이 있었다. 인질극 3일째, 러시아 보안군은 가스를 사용하여 인질 사건을 진압하였으며, 체첸 반군 50명 전원과 120명의 인질이 가스로 사망했다고 공식 발표되었다. 이에 대해 미국 정부를 비롯하여 세계의 정부와 언론은 CWC에서 금지하는 사린 가스 등 독가스를 사용했다고 의심하였다. 그러나 2002년 10월 30일, 유리 셰브첸코 러시아 보건장관은 의료용 마취가스인 펜타닐을 사용했다고 밝혔다. 펜타닐은 모르핀보다 효과가 수백 배 이상 강력한 물질로 수술 마취제나 암환자를 위한 진통제로 쓰이며 마약 대용으로 사용되기도 하는데, CWC에서는 폭동진압용으로 사용을 허용하고 있는 물질로 알려졌다. 이에 미국 등의 반응은, 러시아가 CWC의 맹점을 이용해 교묘하게 법망을 회피하고 있다면서 비난하였다.
사건 종료 며칠 뒤인 2002년 11월 4일, 러시아의 폭로전문 주간지 베르시아는 익명의 러시아 보건부 관리의 말을 인용, 사망자가 300명이 넘을 수도 있으며, 펜타닐이 아닐 수도 있다는 보도를 하였다.
한국의 시민단체 대부분이 러시아 대사관 앞에서 항의시위를 벌이기도 하였다.

## 미국
1997년 CWC에 가입한 미국은 2004년 이라크의 팔루자 소탕작전에서 백린(white phosphorous)을 사용하여 국제적으로 비난을 받았다. 1991년 미 정보당국의 보고서에는, "사담 후세인이 쿠르드 지역에서 ‘화학무기’ 백린탄을 살포해 수만 명의 쿠르드족이 살해됐다."고 적혀있다. 그런데, 미국이 후세인을 몰아내면서 백린탄을 사용했다는 것이다.
팔루자 공격 직후인 2004년 11월 10일, "이슬람 온라인" 웹사이트가 "미군이 화학무기와 독가스를 사용한 것으로 알려졌다"고 최초로 미군의 백린 사용을 알렸다.
1980년 유엔재래식무기협약에서는 소이탄 ,백린 연막탄 등의 사용을 금지하고 있으나, 미국은 그 협약에 가입하지 않으면서, 2004년 팔루자 작전에서 월남전의 네이팜탄의 발전형인 마크77 소이탄과 백린 연막탄을 사용하였다. 미국은 1997년 가입한 CWC에서는 백린을 사용이 금지되는 화학무기로 규정하지는 않고 있다면서, 비난을 무마하려고 하였으나,
팔루자 사건 1년 후인 2005년 11월, 이탈리아 국영방송 RAI가 "팔루자 - 숨겨진 학살"이라는 다큐멘터 프로그램을 보도하면서, 참전 미군의 증언과 현장의 불탄 민간인 시신들을 보도하면서, 미군이 민간인 학살을 위해 "윌리 피트"라고 부르는 백린을 사용하였다는 주장이 크게 힘을 얻었다. 반경 150 미터 내의 모든 사람들이 불에 타서 죽는다는 미군 병사의 증언이 있었다. 목격자인 팔루자의 생물학자인 모하메드 타레크도 RAI와 인터뷰에서 "화염이 비오듯이 도시로 떨어져 (화염에) 맞은 사람들은 옷은 그대로인 채 끔찍한 모습으로 숨졌다"고 말했다. 미군은 처음에는 백린 사용을 부인하다가 2005년 11월 15일 국방부 대변인이 적 전투병을 위해 백린이 사용되었다고 시인하였는데, 이 방송내용으로 상당한 비난을 받았다.
미군은 팔루자 지역에서 이라크 반군이 극성을 부리자, 2004년 11월 미군은 12,000여명의 병력으로 팔루자를 포위하고서, 24시간 내에 모든 사람들은 팔루자를 떠나라고 했으며, 그 시각 이후에 남아서 돌아다니는 모든 사람들을 반군으로 간주, 죽이는 식으로 반군 토벌 작전을 한 것으로 알려져 있다. 전체 주민 30만 명 가운데 피난을 떠나지 못한 10만여 명이 도시 안에 남아 있었다. 팔루자 반군 소탕작전은 1주일간 진행되었으며, 5만채의 건물 중 3만7천채가 파괴됐다. 희생자는 정확히 통계가 나오지 않았으며, 구호단체 등의 추산으로 최대 4,000명이 숨진 것으로 알려졌다. 민간인 복장의 반군과 진짜 민간인의 식별은 힘들고, 반군에게 크게 당해 적개심이 상당한 상태에서, 정해진 시간이 넘어서도 도시를 떠나지 않고 돌아다니는 이들을 모두 적으로 규정하고, 저격 내지 폭격을 가한 작전인데, 몇 살 짜리 아이와 엄마 등 일가족이 모두 저격되고 백린에 맞아서 타죽고 하여, 국제적인 비난이 많은 작전이었다.
미국과 러시아 모두 CWC 등 국제조약과 관련하여 교묘하게 법망을 회피하면서 사실상의 화학무기급 대량살상무기를 사용하여 국제사회의 비난을 받았다.

## 협약의 실효성
미국, 러시아, 북한은 세계 3대 화학무기 보유국이다. 그런데, 미국, 러시아는 CWC에 가입했고, 북한은 가입하지 않았다. 즉, CWC를 가입하건 안하건 화학무기를 보유하는데는 큰 문제가 없다는 것을 의미하는 통계자료이다.
언론에서는 "대부분의 전략가가 꼽는 최고의 전략무기는 핵무기와 화학무기이다. 그러나 한국은 NPT(핵확산금지조약)와 CWC(화학무기금지협약) 가입국이기 때문에 이러한 무기를 가질 수 없다. 반면 북한은 NPT는 탈퇴했고, CWC는 가입한 적이 없어 핵무기와 화학무기를 제조 보유할 수 있다."고 보도하면서, 한국은 CWC 가입국이라서 화학무기를 보유하지 못하고, 북한은 CWC 미가입국이라서 화학무기 세계 3위라는 식으로 보도하나, 그렇다면 어떻게 해서 CWC 가입국인 미국과 러시아가
화학무기 보유량 세계 1위, 2위인지가 설명되지 않는다. 북한은 생물무기금지협약(BWC)에는 1987년 가입했으나 관련 규정을 준수하지 않고 있다고 알려져 있다.

## 같이 보기
- 생물무기협약: 생물무기금지협약 {BWC: Biological Weapons Convention}